# Crocidura vosmaeri
Crocidura vosmaeri és una espècie de mamífer de la família dels sorícids endèmica d'Indonèsia.